# ویسنته پیکور
ویسنته پیکور (انگلیسی: Vicente Piquer; ۲۴ فوریهٔ ۱۹۳۵ – ۱ مارس ۲۰۱۸) بازیکن فوتبال اهل اسپانیا بود.
از باشگاه‌هایی که در آن بازی کرده‌است می‌توان به باشگاه فوتبال والنسیا اشاره کرد.
وی همچنین در تیم‌های ملی فوتبال Spain B national football team و اسپانیا بازی کرده‌است.